# Centre Slush Puppie
Le Centre Slush Puppie est un complexe sportif situé à Gatineau, au Québec. Il est le domicile des Olympiques de Gatineau de la Ligue de hockey junior Maritimes Québec.

## Description
Le Centre Slush Puppie est situé sur le boulevard de la Cité de la ville de Gatineau, à proximité de la Maison de la culture, du campus Félix-Leclerc du Cégep de l'Outaouais, ainsi que du couloir du Rapibus. Le complexe dispose d'un amphithéâtre de 4 000 places et de trois glaces communautaires pouvant accueillir de 250 à 500 spectateurs chacune.

## Histoire
En février 2017, le conseil municipal de Gatineau approuve le projet de construction d'un nouveau complexe sportif à Gatineau — disposant de trois glaces communautaires et d'un amphithéâtre — estimé à 79 millions de dollars canadiens, en partenariat avec l'organisme Vision multisports Outaouais. Le site choisi pour la construction du complexe est situé sur un terrain vague entre la montée Paiement et le boulevard Maloney, soit dans le secteur Gatineau de la ville. Cette décision est critiquée par certains conseillers municipaux, qui estiment que le complexe doit demeurer dans le secteur Hull.
Le 22 janvier 2018 le ministère du Développement durable, de l'Environnement et de la Lutte contre les changements climatiques accorde son feu vert à la ville de Gatineau pour procéder aux premiers travaux préalables à la construction du complexe. Ceux-ci débutent le 5 avril suivant et consistent en la relocalisation de conduites d'égouts et d'évacuation des eaux pluviales, la reconfiguration de certaines rues et l'amélioration de trottoirs et de l'éclairage.
Si l'ouverture initiale au public est prévue pour l'automne 2020, la pandémie de Covid-19 retarde la construction du projet et menace son financement. La ville doit ainsi devancer le versement de sa contribution et y ajouter quelques millions de dollars supplémentaires en 2020. Les trois patinoires communautaires du complexe ouvrent le 5 février 2021, tandis que l’amphithéâtre est inauguré le 20 août suivant. À la fin du projet, la contribution de la ville de Gatineau est à la hauteur de 47 % du projet, tandis que le coût de l'ensemble du complexe est évalué à 104 millions de dollars canadiens. Ces trois patinoires remplacent celles de l'aréna Baribeau, de l'aréna Campeau et du Centre Robert-Guertin.